# Fédération autonome de la fonction publique territoriale

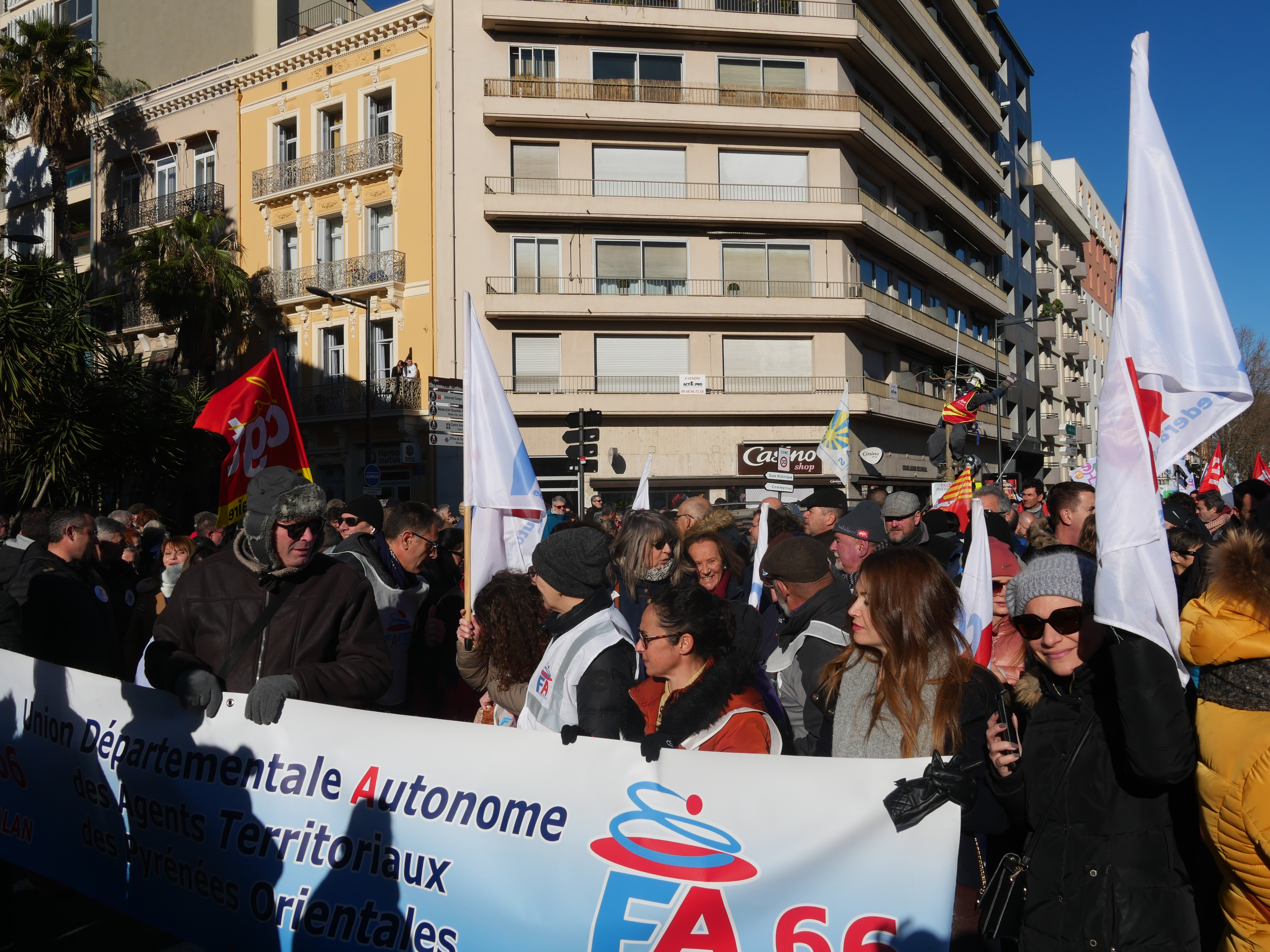
Manifestation à Perpignan contre le projet de réforme des retraites le 31 janvier 2023.

La Fédération autonome de la Fonction publique territoriale est une union de plus de 450 syndicats professionnels des agents des collectivités territoriales. Elle est présente parmi les fonctionnaires des conseils régionaux, conseils départementaux, , communes et dans leurs établissements publics (centres de gestion, EPCI, OPHLM, etc.) ainsi qu’au sein des polices municipales et des sapeurs-pompiers professionnels.

## Historique
La Fédération autonome de la Fonction publique territoriale est créée le 25 novembre 1945. Elle œuvre pour la création d'une véritable fonction publique territoriale: mise en place de la Caisse Nationale de Retraites (1949), statut de la loi du 28 avril 1952, fondation de l'Association Nationale d'Etudes Municipales (ANEM), loi du 20 décembre 1969 portant obligation des traitements... La FA-FPT participe activement à l'élaboration des lois du 13 juillet 1983, du 26 janvier 1984 et de tous les textes qui en découlent[source insuffisante].
En 1984, elle obtient un siège au Conseil supérieur de la Fonction publique territoriale. En 1985, la FA-FPT rejoignait la FGAF. 
En 1998, elle se rebaptise FA-FPT.
La Fédération autonome de la Fonction publique territoriale a obtenu plus de 56 000 voix lors des élections aux CAP (commissions administratives paritaires) de la Fonction publique territoriale en 2001 et près de 70 000 voix lors des élections professionnelles aux CTP (comités techniques paritaires). 
Le 16 juin 2006, la FA-FPT signe une convention de partenariat à Blagnac avec le SAFPT qui est dénoncé par ce dernier avec accusé réception en date du 21 février 2008. En janvier 2008, la FA-FPT revendiquait 15 000 adhérents à jour de cotisation[source insuffisante] en octobre 2009, 18 000, en 2023 près de 20 000 adhérents.
En 2011, lors d'un congrès extraordinaire, la FA-FPT décide à 85 % de se désaffilier de la FGAF après que le bureau national de la FGAF a décidé que le siège au Conseil commun de la Fonction publique attribué à la FA-FPT devait revenir à la FGAF.

## Positions
Elle revendique notamment un régime indemnitaire obligatoire pour tous les agents territoriaux, une actualisation des critères d’attribution de la NBI et un assouplissement des conditions de recrutement.

## Organisation
L’organe directeur de la FA-FPT est le Comité fédéral. Il est composé des représentants des différentes composantes de l'organisation. Il est chargé des questions statutaires ; il se prononce sur les rapports à soumettre aux Congrès et dresse la liste des invités à ces Congrès. Enfin, il est tenu informé, à chacune de ses réunions, de l’activité fédérale et de celle des composantes de la FA-FPT
Le Bureau fédéral assure l’administration de la FA-FPT. Ses membres sont élus par le Congrès pour quatre ans. Le Bureau fédéral élit en son sein, pour quatre ans, le Président, le Président délégué, le Secrétaire Général, le Secrétaire Général adjoint, le Trésorier, le Trésorier adjoint et des Secrétaires nationaux. Il peut s’adjoindre, ponctuellement et en tant que de besoin, des conseillers techniques[source insuffisante].